# Фазовий перехід n-го роду
Фазовий перехід n-го роду (англ. nth order phase transition) — фазовий перехід, при якому в точці фазового переходу похідні n-го порядку молярної енергії Гіббса (або хімічного потенціалу) по температурі та тиску є перервними, тоді як вона сама та її похідні (n–1)-го порядку є неперервними.